# Yolanda Be Cool
Yolanda Be Cool – australijska grupa muzyczna, składająca się z dwóch DJ-ów: Sylvestra Martineza i Johnsona Petersona oraz współpracującego z nimi producenta muzycznego (również DJ-a) – DCUP-a (prawdziwe nazwisko: Duncan McLennan). W roku 2010 grupa wydała singel „We No Speak Americano”, który powstał w niezależnej wytwórni Sweat It Out. Singel ten trafiał na pierwsze miejsca list przebojów m.in. w Niemczech, Austrii, Wielkiej Brytanii, Irlandii, Szwecji Belgii oraz w Holandii. Utwór zawiera sample z piosenki włoskiego wykonawcy Renato Carosone’go – „Tu vuò fà l'americano”. Również w 2010 roku grupa otrzymała dwie nagrody od ARIA Music Awards – za najlepszy utwór taneczny oraz za najbardziej popularny singel w Australii. W 2012 ukazał się pierwszy album grupy pt. Ladies & Mentalmen.

## Dyskografia

### Albumy studyjne
- Ladies & Mentalmen (2012)

### Single
| 2009                                                                          | „Afro Nuts”                                      | – | – | –  | – | – | – | – | – | – | – | – | – | –  | –  |                                                                             |  |
| 2009                                                                          | „Holy Cow”                                       | – | – | –  | – | – | – | – | – | – | – | – | – | –  | –  |                                                                             |  |
| 2010                                                                          | „We No Speak Americano” (Yolanda Be Cool & DCUP) | 4 | 1 | 16 | 1 | 1 | 2 | 1 | 3 | 2 | 2 | 1 | 1 | 19 | 21 | - AUS: Platyna - DEN: Platyna - GER: Platyna - ITA: Złoto - SPA: 2x Platyna |  |
| "—" oznacza singel, który nie znalazł się w zestawieniu lub nie został wydany |                                                  |   |   |    |   |   |   |   |   |   |   |   |   |    |    |                                                                             |  |